# Capitaux de la SNCV dans la province de Brabant
Pour les services passagers voir Lignes de tramway de la SNCV dans la province de Brabant.
Capitaux de la Société nationale des chemins de fer vicinaux (SNCV) dans la province de Brabant.

## 55 (915) «Groenendaal - Overijse»
Concession le 15 février 1892 ; longueur 6,7 km.
Plan du capital
Lignes (services voyageurs) l'utilisant
Mise en service :
Les sections portant la mention « ⚡ » ont été mises en service en traction électrique.
| Date            | Section                              |
| --------------- | ------------------------------------ |
| 15 juillet 1894 | Groenendael Gare - Overijse Station. |

Fermeture :
Type : F suppression du service fret ; V suppression du service voyageurs ; TT fermeture à tout-trafic et type de trafic F fret / V voyageurs restant au moment de la fermeture à tout trafic.
| Date             | Type | Section                              |
| ---------------- | ---- | ------------------------------------ |
| 1934-1943        | V    | Groenendael Gare - Overijse Station. |
| 13 février 1949  | V    | Groenendael Gare - Overijse Station. |
| 1er juillet 1963 | TTF  | Groenendael Gare - Overijse Station. |

Ligne(s) ayant inaugurée(s) ou cloturée(s) la section :
1. 1 2  Ligne 293 Groenendael - Overijse.